# Tau (pel·lícula)
Tau és una pel·lícula estatunidenca de ciència-ficció i thriller de 2018 dirigida per Federico D'Alessandro a partir d'un guió de Noga Landau. És protagonitzada per Maika Monroe, Ed Skrein i Gary Oldman.
Es va estrenar el 29 de juny de 2018 a la plataforma Netflix.

## Argument
Julia, una dona en la seua vintena que guanya diners com a carterista en locals sòrdids, és segrestada a casa seua i es desperta empresonada a una cel·la (amb un implant resplendent al bescoll). Hi ha dos presoners més amb ella. Després de múltiples sessions de tortura psicològica, ella destrueix la cel·la i el laboratori adjacent amb una explosió; intentant escapar d'allí. Els altres dos subjectes d'experimentació són assassinats per un robot, Aries, dirigit per una intel·ligència artificial anomenada Tau. Aries està a punt de matar la Julia quan Alex, l'home que l'ha torturat, arriba i ho atura.

## Cast
- Maika Monroe com a Julia/ Subjecte Tres
- Ed Skrein com a Alex
- Gary Oldman com a Tau
- Fiston Barek com a Subjecte Dos
- Ivana Zivkovic com a Subjecte Un
- Sharon D. Clarke com a Queenpin
- Ian Virgo com a Party Boy